# Pawieł Borodin
Pawieł Dmitrijewicz Borodin (ros. Павел Дмитриевич Бородин, ur. 17 czerwca?/30 czerwca 1911 w Orle, zm. 11 marca 1998 w Moskwie) – radziecki polityk, Bohater Pracy Socjalistycznej (1966).

## Życiorys
Od 1932 należał do WKP(b), od 1938 był funkcjonariuszem partyjnym, w 1939 ukończył Moskiewski Instytut Samochodowy. W latach 1939–1947 pracował w aparacie KC WKP(b), w latach 1947–1950 wiceminister przemysłu samochodowego i traktorowego ZSRR. Między 1955 a 1957 wiceminister budowy traktorów i maszyn rolniczych ZSRR, później (1957–1959) I zastępca przewodniczącego Moskiewskiego Miejskiego Sownarchozu. W latach 1959–1963 zastępca przewodniczącego Państwowego Komitetu ds. Automatyzacji i Budowy Maszyn przy Państwowej Komisji Planowania ZSRR, w latach 1963–1971 dyrektor Moskiewskiej Fabryki Samochodów Ministerstwa Przemysłu Samochodowego ZSRR, między 1971 a 1983 dyrektor generalny Zjednoczenia ZIŁ Ministerstwa Przemysłu Samochodowego ZSRR. W latach 1966–1986 członek KC KPZR. W latach 1970–1984 deputowany do Rady Najwyższej ZSRR od VIII do X kadencji.

## Odznaczenia i nagrody
- Złoty Medal „Sierp i Młot” Bohatera Pracy Socjalistycznej (30 lipca 1966)
- Order Lenina (czterokrotnie – 30 lipca 1966, 5 kwietnia 1971, 16 stycznia 1981 i 27 kwietnia 1976)
- Order Wojny Ojczyźnianej II klasy (6 listopada 1945)
- Order Czerwonej Gwiazdy (30 kwietnia 1945)
- Order „Znak Honoru” (18 września 1943)
- Nagroda Państwowa ZSRR (dwukrotnie – 1971 i 1981)

I medale.